# アルミーダ (ハイドン)

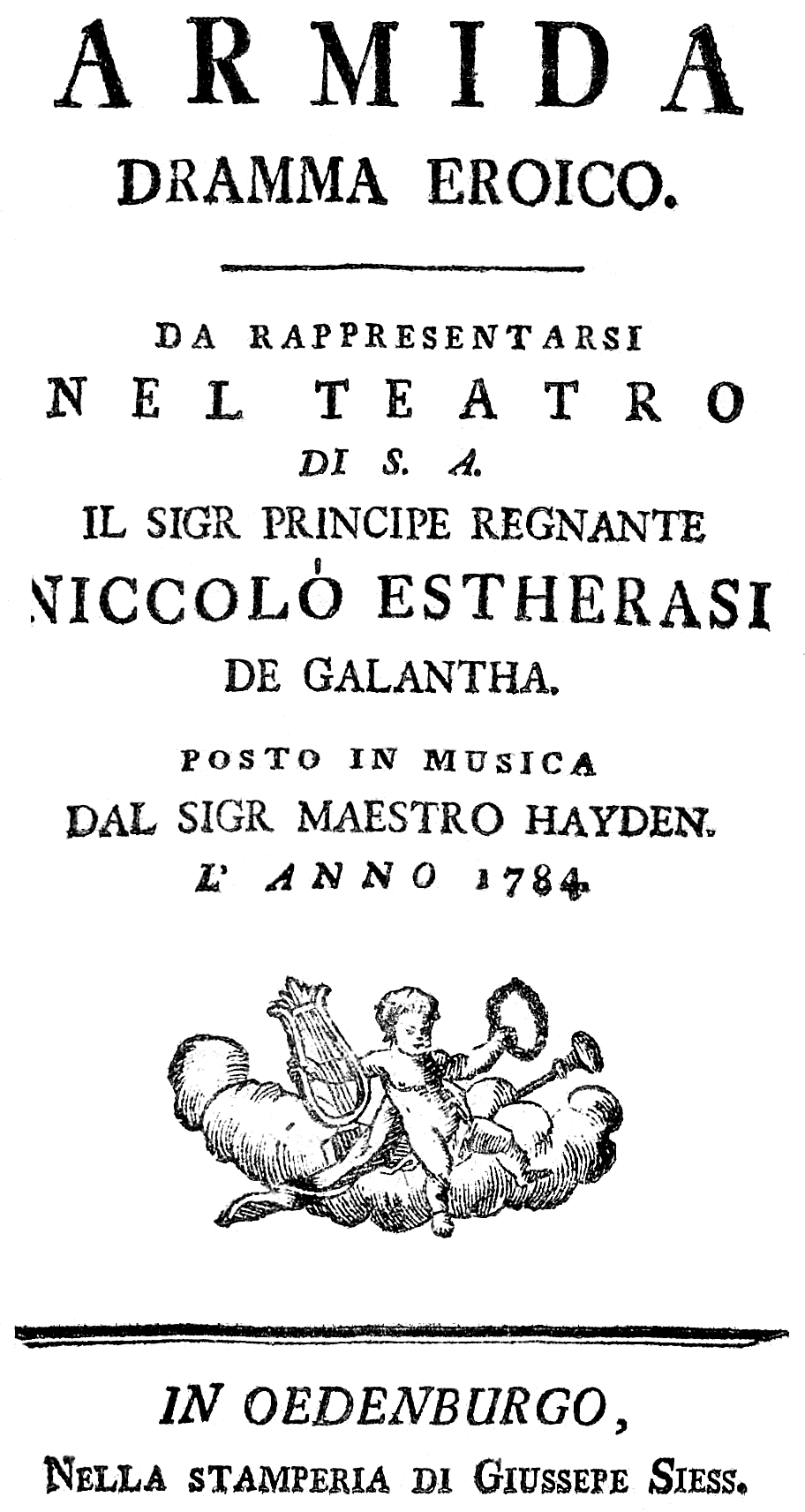
初演時のリブレット表紙

『アルミーダ』（Armida）Hob.XXVIII:12は、フランツ・ヨーゼフ・ハイドンが1783年に作曲し、翌年初演された3幕からなるイタリア語のオペラ・セリア。ドラマ・エロイコ（英雄劇）に分類され、トルクァート・タッソ『エルサレム解放』のリナルドとアルミーダの話を元にしている。
ハイドンは1768年から1783年にかけてエステルハーザのために10曲のオペラを作曲したが、この曲はその最後の曲である。ハイドンの生前に上演された最後のオペラでもある。

## 概要
リブレットはおそらくヌンツィアート・ポルタにより、既存のいくつかの台本を編集して作られた。主に元にされているのはアントニオ・トッツィのオペラ『リナルド』（1775年ヴェネツィア、台本作家不明）で、台詞がほとんどそのまま使用されている。第3幕の魔法の森の箇所はニコロ・ヨンメッリ『見捨てられたアルミーダ』（1770年ナポリ）にもとづく。
1780年代になるとハイドンがエステルハージ家のために書く曲は減少し、外部からの依頼や出版社のための作曲の比率が増していった。ハイドンはこの後もエステルハーザのオペラの指揮や監督の仕事を続けたが、新しいオペラの作曲はこの曲が最後になった。オペラの作曲をやめた原因は明らかでないが、ハイドンがより真面目なオペラ作品を指向するようになったことが、喜劇を好んでいた公爵の趣味と合わなくなったことが原因のひとつかもしれない。
音楽的にはアンサンブルよりもアリアと管弦楽伴奏つきのレチタティーヴォに主眼が置かれている。また3幕の魔法の森の音楽は特に成功している。タイトル・ロールのアルミーダがもっともうまく性格づけられており、リナルドのアリアも変化に富む。それ以外の人物は平板であり、主役2人の引き立て役になっている。ハーツによれば、このように主人公ふたりに描写を集中させるのは1783年にエステルハーザで上演されたジュゼッペ・サルティ『ジュリオ・サビーノ』の影響によるものだという。
1784年2月26日にエステルハーザで初演された。エステルハーザでは最も成功したハイドンのオペラであり、1788年までに54回も上演された。エステルハーザの外ではブラティスラヴァ、ブダペスト、トリノ、ウィーンで上演されたが、そこそこの成功だった。
ハイドンの他のオペラと同様、この曲もハイドンの没後は長らく忘却されていたが、1968年にケルンで演奏会形式で復活演奏され、その後ベルンで上演された。
1978年にアンタル・ドラティ指揮によって録音され、ジェシー・ノーマンがアルミーダを演じた。
1980年代に何回か舞台に乗せられた。風変りなものには1981年のピーター・セラーズ演出による版があり、舞台がベトナムに変えられている。

## 編成
- ソプラノ2、テノール3、バス1。
- フルート1、オーボエ2、クラリネット2、ファゴット2、ホルン/トランペット2、ティンパニ、弦楽、通奏低音[10]

## 登場人物
- アルミーダ（ソプラノ）- サラセンの魔女。
- リナルド（テノール）- もとキリスト教徒の騎士だが、アルミーダの魔法によってサラセン側についている。
- ウバルド（テノール）- フランク人の騎士。
- イドレーノ（バス）- ダマスクス王。
- ゼルミーラ（ソプラノ）- イドレーノの婚約者。
- クロタルコ（テノール）- デーン人の騎士。

## あらすじ
序曲は急-緩-急の三部からなり、両端部では軍楽が聞こえる。中間部は第3幕の魔法の森の音楽にもとづく。

### 第1幕
ダマスクス王イドレーノが十字軍の到着を伝える。リナルドはもともとキリスト教徒だったが、彼を愛したサラセンの魔女アルミーダの魔法にとらえられ、かつての仲間である十字軍を迎え打とうとする(Vado a pugnar contento)。イドレーノは、リナルドが十字軍を打ち破った際には彼をダマスクスの支配者にすると宣言する(Se dal suo braccio oppresso)。しかしアルミーダはリナルドの身を心配する(Parti Rinaldo - Se pietade avete o Numi)。
十字軍側（管楽器による行進曲が聞こえる）。ウバルドとクロタルコはリナルドを探すため、アルミーダの住む魔法の山に登る。ゼルミーラはクロタルコを見て心を奪われ、彼を館に招く(Se tu seguir mi vuoi)。
アルミーラの館に入ったウバルドは、リナルドに本来の任務を思い出させようとするが、アルミーダによってリナルドは引きとめられる（長大な二重唱「Cara, sarò fedele」）。

### 第2幕
イドレーノは十字軍が下山してきたところを襲う計画を立てる。ゼルミーラは反対するが聞き入れられない。クロタルコはアルミーダによって捕えられている十字軍の兵士を手放すようにイドレーノと交渉する。
ウバルドとクロタルコは十字軍に戻るようにリナルドを説得する。リナルドは義務と愛情に引きさかれて苦しむが、最終的に十字軍に戻ることを決意する(Armida ... oh affanno - Cara, è vero)。アルミーダは激しく怒る(Barbaro! e ardisci ancor - Odio, furior, dispetto, dolor)。
十字軍の陣地に戻ったリナルドとウバルドのもとにアルミーダが現れ、恋人を奪われた苦しみを訴える。三重唱「Partirò, ma pensa, ingrato」によって幕が降りる。

### 第3幕
魔法の森にリナルドは再び捕えられそうになる。ゼルミーラが現れてアルミーダの元に戻るように歌うが、リナルドは抵抗し、魔法の力の元である聖なるミルテの木を発見して倒そうとする。木の陰からアルミーダが登場してそれを止めようとするが(Ah non ferir t'arresta)、リナルドが拒絶すると去り、森は地獄と化す。しかしリナルドが心を確かに持って(Dei pietosi!)ミルテの木を倒すと、森は消える。
十字軍の陣地に現れたアルミーダはリナルドを呪い、地獄の馬車を呼びだす。厳しい運命に生きる全員の合唱「Astri che in ciel splendete」によって幕を閉じる。